# Stadtbredimus
Stadtbredimus (lussemburghese: Stadbriedemes) è un comune del Lussemburgo sud-orientale. Fa parte del cantone di Remich, nel distretto di Grevenmacher.
Nel 2005, la città di Stadtbredimus, capoluogo del comune che si trova nella parte sud-orientale del suo territorio, aveva una popolazione di 676 abitanti. L'altra località che fa capo al comune è Greiveldange.